# Пјерантинио Франђи (Бари)
Пјерантинио Франђи (итал. Pierantinio Frangi) је насеље у Италији у округу Бари, региону Апулија.
Према процени из 2011. у насељу је живело 13 становника. Насеље се налази на надморској висини од 418 м.